# March of Ghosts
March of Ghosts ist das siebte Studioalbum der norwegischen Artrock-Band Gazpacho. Die CD wurde im März 2012 veröffentlicht.

## Hintergrund
Das Konzeptalbum March of Ghosts ist eine Sammlung von Kurzgeschichten. Der Protagonist verbringt eine Nacht während derer verschiedene Geister, tote und lebendige, an ihm vorbeimarschieren und ihre Geschichten erzählen. Die Geister sind haitianische Kriegsverbrecher, die Besatzung des Geisterschiffs Mary Celeste, ein GI aus dem Ersten Weltkrieg, der im Jahr 2012 auftaucht, ein englischer Schriftsteller (P. G. Wodehouse), der des Verrats beschuldigt wird, weil er während der Zeit des Nationalsozialismus an Radiosendungen mitgewirkt hatte, sowie ein Golem. Verbunden werden die Episoden durch die Stücke Hell Freezes Over I – IV.

## Titelliste
1. Monument – 02:06
2. Hell Freezes Over I – 05:45
3. Hell Freezes Over II – 04:36
4. Black Lily – 04:58
5. Gold Star – 04:15
6. Hell Freezes Over III – 02:36
7. Mary Celeste – 05:43
8. What Did I Do? – 04:19
9. Golem – 05:10
10. The Dumb – 04:33
11. Hell Freezes Over IV – 06:11

## Gastmusiker
- Kristian Skedsmo: Tin Whistle, Low Whistle, Tenor-Banjo, Fünfsaitiges Banjo, Akkordeon, Mandriola, Mandola, Querflöte
Gazpacho schreibt dazu im Booklet: „Ghostly appearance by none other than the famous Kristian "The Duke" Skedsmo (if it sounds strange, there's a chance it's The Duke)“

## Kritiken
„Mit dem ersten von vier über die gesamte Scheibe erstreckenden, weiter verlaufenden „Hell Freezes Over“ Versionen liefern die Norweger „Gazpacho“ in ihrem mittlerweile siebten Machwerk „March Of The Ghosts“ sogleich ihre stärkste Leistung ab, welche durch einen hymnischen angehauchten Refrain innerhalb der recht ruhigen Gesamtstruktur bis hin zu schwermütigen Vertonungen alles bietet, was man von einer Progressiv-Rockband mit Post Ansätzen erwartet.“

„This album has everything, vast cinematic soundscapes, beautiful subtlety, fantastic atmospheres, intelligent and thought provoking lyrics and a way of drawing in the listener and leaving them with several glorious hooks, both musical and lyrical, playing on repeat in the synapses.“

„„March of Ghosts“ ist ein typisches Gazpacho-Album geworden, dass die gleichen Nischen bedient wie seine Vorgänger. Die Musik ist größtenteils getragen (das ist ok), die Stimmung stets edel (auch ok), die Arrangements sind souverän (sowieso ok) und Adjektive wie „hymnisch“ oder „elegisch“ sollten in der Beschreibung der Musik ebenfalls nicht fehlen. Hier und da gibt’s mal einen keltischen Einschlag oder es geht wie schon auf „Tick Tock“ dezent arabisch zu. Innovativ ist das nicht, nein, es wirkt für meinen Geschmack sogar leicht erzwungen andersartig.“

„March of Ghosts – der Hörer kann das Gefühl haben, dass Gazpacho inzwischen auf der Stelle treten. Für mich überwiegt aber der Eindruck, dass Gazpacho ihre Kunst weiter verfeinern und diesmal ein besonders ruhiges und atmosphärisches Album eingespielt haben, das so viel wunderschöne, gespenstische Musik enthält, dass man mal wieder darin versinken kann.“

## Cover
Die künstlerische Gestaltung des Covers und des Booklets oblag Antonio Seijas, einem spanischen Künstler, mit dem Gazpacho schon seit einigen Alben zusammen arbeitet.

## Musikvideos
Zu den Songs Black Lily und What Did I Do? wurden Musikvideos gedreht. Für Black Lily arbeiteten Ashley Dean, die Firma Broken Pixel und Antonio Seijas zusammen. Das Video zu What Did I Do? wurde von James Jones Morris kreiert.